# Ваня Дерменджиева
Ваня Дерменджиева е българска баскетболистка, сребърна медалистка от Летните олимпийски игри през 1980 г. в Москва. Играе и на Летните олимпийски игри през 1988 г. в Сеул. Сребърна медалистка на Европейското първенство по баскетбол през 1983 г. в Будапеща и бронзова медалистка на Европейското първенство по баскетбол през 1989 г. във Варна.
Състезателка е на баскетболните отбори „Кремиковци“, „Метални конструкции“, „Мюнхен“ (Германия), „Стокхолм“ (Швеция), „Страсбург“ (Франция) и „Урла Генчлик“ (Турция). Дерменджиева става балканска шампионка общо три пъти в кариерата си. Изиграла е над 300 мача с националната фланелка. Приключва спортната си кариера през 1996 г. в родния си град, Хасково. След това работи като спортен журналист в Българската национална телевизия. През септември 2021 г. е обявена за почетен гражданин на Хасково.